# Bandera de Freginals
La bandera oficial de Freginals té la descripció següent:
Bandera apaïsada de proporcions dos d'alt per tres de llarg, de color blanc, amb tres trèvols verds, disposats dos i un, tal com apareixen a l'escut.

## Història
Fou aprovada el 13 de juny del 1990 i publicada al DOGC núm. 1312, del 2 de juliol del mateix any. Està basada en l'escut heràldic de la localitat.